# Diazona formosa
Diazona formosa är en sjöpungsart som beskrevs av Monniot 1996. Diazona formosa ingår i släktet Diazona och familjen Diazonidae. Inga underarter finns listade i Catalogue of Life.